# Baldari (granata)
La granata Baldari fu una bomba a mano italiana impiegata dal Regio Esercito durante la prima guerra mondiale.

## Storia
La bomba a mano Baldari entrò in servizio nel 1915, ma fu ritirata poco dopo a causa dei suoi numerosi difetti nel sistema d'accensione e della sua scarsa efficacia.

## Tecnica[1]
Il corpo superiore era legato al manico in legno tramite un aggancio inferiore attaccato al manico stesso dove l'ordigno era avvitato. Il corpo a forma cilindrica, realizzato in ghisa, era a frattura preimpostata, nella parte superiore si trovava la miccia con capocchia a strofinamento che andava accesa tramite una superficie presente sul corpo della granata stessa, la miccia era collegata alla polvere nera compressa in un candelotto di cartone, oltre alla scarsa efficacia uno dei difetti principali dell'arma era il tempo di combustione causato dalla lunghezza della miccia (circa 10-13 secondi) e poteva essere rilanciata indietro dai nemici, inoltre era molto sensibile all'umidità diventando inaffidabile.